# Maria Bianca Cita
Maria Bianca Cita Sironi (* 12. September 1924 in Mailand; † 12. August 2024 ebenda) war eine italienische Geologin, Paläontologin und Hochschullehrerin. Sie war Professorin der Universität Mailand und die erste Präsidentin der Società Geologica Italiana.

## Leben und Werk
Cita war die erste Studentin, die sich 1942 an der Universität Mailand für den neu eingerichteten Studiengang Geologische Wissenschaften einschrieb, und erlangte als erste Absolventin ihren Abschluss im Juli 1946 mit Bestnoten und Auszeichnungen. Sie war bis 1955 Assistentin von Ardito Desio und erhielt dann die Lehrbefugnis für Geologie. Von 1973 bis 1978 war sie ordentliche Professorin für Mikropaläontologie, von 1978 bis 1994 Professorin für Geologie und von 1994 bis 1997 Professorin für Meeresgeologie.
Cita war nationales Mitglied der Accademia Nazionale dei Lincei und ordentliches Mitglied des Istituto Lombardo – Akademie der Wissenschaften und Literatur. Sie war seit 1945 Mitglied der Italienischen Geologischen Gesellschaft und von 1989 bis 1990 die erste Präsidentin. An der Universität Mailand wurde Cita 1982 zur ersten Direktorin der neu gegründeten Abteilung für Geowissenschaften gewählt.
Cita hat über 300 Artikel in wissenschaftlichen Fachzeitschriften zu führenden Forschungsthemen veröffentlicht. Sie war Autorin und Co-Autorin von über 200 Werken in den Bereichen Mikropaläontologie, Stratigraphie, Paläoklimatologie, Paläozeanographie und Meeresgeologie und war Redaktionsmitglied von Zeitschriften in den Bereichen Mikropaläontologie, Geologie, Ozeanographie und Stratigraphie.
Cita starb im Alter von 99 Jahren in ihrem Haus in Mailand.

## Forschung
Cita begann ihre Forschung als Landgeologin und erlangte 1955 mit der geologischen Untersuchung des italienischen Val Ferret (Aostatal) einen Lehrabschluss in Geologie. Als Doktorandin war sie die erste in Italien, die den Einsatz planktonischer Foraminiferen für biostratigraphische Zwecke anwendete und wurde nach kurzer Zeit zu einer international bekannten Stratigraphin.
Der Geologische Dienst beauftragte sie in Zusammenarbeit mit Augusto Azzaroli mit der Überarbeitung der stratigraphischen Klassifizierung italienischer Formationen nach modernen Konzepten und der Ausarbeitung des ersten Codes der stratigraphischen Nomenklatur.
Aufgrund der in den Bereichen Stratigraphie und Mikropaläontologie gesammelten Erfahrungen wurde sie 1968 als erster nichtamerikanischer Forscher und eine der ersten beiden Frauen auf dem ozeanografischen Schiff Glomar Challenger während der zweiten Etappe des amerikanischen Deep Sea Drilling Project (DSDP) über den Nordatlantik eingeladen und trug mit ihrer Datierung auf der Grundlage planktonischer Foraminiferen zur Validierung der Theorie der Meeresbodenausbreitung bei.
In den 1970er Jahren nahm sie an zahlreichen ozeanografischen Expeditionen im Mittelmeer und im Nordatlantik teil, sowohl erneut auf der Glomar Challenger als auch auf anderen ozeanografischen Schiffen (Jean Charcot, Estward) und auf dem U-Boot Alvin. Hier erkundete sie die Steilhänge der Bahamas und die Canyons Neuenglands. Diese Expeditionen führten zu wichtigen Entdeckungen über die Entwicklung passiver Kontinentalränder.
In den 1980er Jahren förderte sie die Teilnahme Italiens am Ocean Drilling Program (ODP) als Teil eines von der European Science Foundation unterstützten Konsortiums. Gleichzeitig gründete sie ODP-Italia.
Von 1980 bis 1989 nahm sie an vielen Forschungsfahrten teil. Die Entdeckung während der DSDP-Etappe war die der Austrocknung des Mittelmeers im späten Miozän, die durch die unerwartete Erholung von Evaporiten am Boden seiner westlichen und östlichen Becken sichtbar wurde. Sie nannte dieses Ereignis zusammen mit William Ryan und Kenneth Hsu die „Messinian Salinity Crisis“.

## Das DSDP-Projekt und die Theorie der Austrocknung des Mittelmeers während der Salzkrise im Messenien

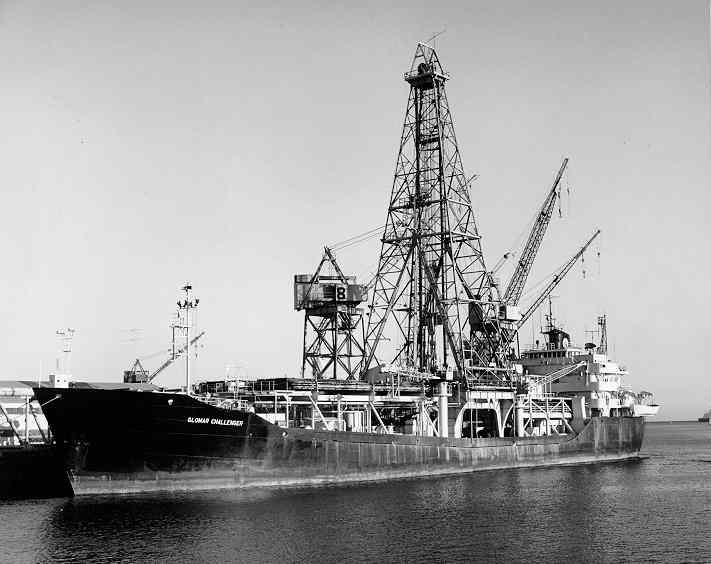
Das amerikanische Forschungsschiff Glomar Challenger

1968 begann Cita ihre Forschung mit Schwerpunkt auf der marinen Mikropaläontologie. In dieser Zeit machte sie ihre wichtigste Entdeckung, die in mancher Hinsicht umstritten ist, sich aber im Laufe der Jahre als realistisch erwiesen hat. Während einer Erkundungsexpedition Anfang der 1970er Jahre dokumentierte Cita erstmals das geologische Phänomen, das einer wahrscheinlichen Austrocknung des Mittelmeers im Obermiozän zugrunde lag.
Die Messinian Salinity Crisis war eine von Geologen viel diskutierte Theorie. Die theoretische Formulierung begann mit der Bohrung des Meeresbodens im Mittelmeer, an der Cita beteiligt war. Auf der gesamten italienischen Halbinsel tauchen diskontinuierlich verschiedene Salzvorkommen aus der Messinischen Ära auf, die von Geologen immer als Ansammlung von Substanzen aufgrund von Niederschlägen in kleinen, vom offenen Meer isolierten Wasserbecken interpretiert wurden. 1970 nahmen die italienischen Geologen Cita und Carlo Fores Wezerd an der internationalen Industriebohrkampagne Deep Sea Drilling Project teil. Während sie das Mittelmeer durchquerten, fanden sie einige Kernproben vom Meeresboden, die ein starkes Vorkommen von Chloriden und Phosphaten, Mineralien wie Gips, Anhydrid, Steinsalz und anderen zeigten, die normalerweise nach der Verdunstung von Meerwasser sedimentieren.
Die Wissenschaftler, die das DSDP-Projekt leiteten, schlugen vor, dass der Bildung anomaler Salzablagerungen in der Größenordnung von Hunderten von Metern Zyklen geologischer Isolation zugrunde liegen könnten. Das heißt, das Mittelmeer wurde zu einem geschlossenen, vom Atlantischen Ozean isolierten Becken, was zu einem Defizit im Wasserhaushalt führte. Der Verlust durch Verdunstung überstieg die Wassermenge, die aus Niederschlägen, Flüssen und anderen Wasserversorgungsquellen eindrang, und somit verringerte sich der Wasserstand. Genauere Analysen deuten darauf hin, dass es zu einer besonders starken Unterbrechung des Wasseraustauschs kam, die dazu führte, dass das Mittelmeer fast vollständig austrocknete und es sich in eine Art riesige natürliche Salzpfanne mit einem rekordverdächtigen Wasserrückgang verwandelte. Es gibt mehrere ungelöste Fragen, beispielsweise das Ausmaß des Absinkens des Wassers und die auslösende Ursache. Aus theoretischer Sicht hat die Hypothese jedoch weiterhin Bestand. Die anschließende technologische Entwicklung ermöglichte es dann, die unter Hunderten Metern Sediment vergrabenen ozeanischen Täler und die Zeit, die der Ozean brauchte, um die Gewässer des Mittelmeers wieder auf Normalniveau zu bringen, genau zu messen.
Vierzig Jahre nach der ersten Studie startete 2013 eine internationale Forschungsgruppe eine neue Expedition und konnte dank innovativer Bohrsysteme die von Cita begonnene Pionierarbeit abschließen.

## Auszeichnungen und Ehrungen (Auswahl)
- 1986: Antonio-Feltrinelli-Preis Accademia Nazionale dei Lincei[10]
- 1987: Ehrenmitglied der Geological Society of America
- 1996: Francis Parker Shepard Medaille
- seit 1987: Ehrenmitglied der Geological Society of America
- seit 2000: Ehrenmitglied der INQUA  (International Union for Quaternary Research)
- seit 2000: Ehrenmitglied der Italian Paleontological Society

## Mitgliedschaften
- Società Geologica Italiana
- Italienische Paläontologische Gesellschaft
- Accademia Nazionale dei Lincei[11]
- Istituto Lombardo Accademia di Scienze e Lettere
- Geological Society of America
- Europäische Akademie der Wissenschaften und Künste